# Associação Cultural e Desportiva Potiguar
L'Associação Cultural e Desportiva Potiguar, noto anche come Potiguar de Mossoró o semplicemente come Potiguar, è una società calcistica brasiliana con sede nella città di Mossoró, nello stato del Rio Grande do Norte.

## Storia
Il club è stato fondato l'11 febbraio 1945 come Esporte Clube Potuguar da un gruppo di sportivi. Si fuse con l'Associação Desportiva Potiguar il 19 giugno 1953. Il club ha vinto il Campionato Potiguar nel 2004. Il Potiguar ha partecipato al Campeonato Brasileiro Série A nel 1979, dove è stato eliminato al primo turno. Il club è stato eliminato al primo turno del "Modulo Verde" della Copa João Havelange nel 2000.

## Palmarès

### Competizioni statali
- Campionato Potiguar: 2

2004, 2013
- Campeonato Potiguar Segunda Divisão: 1

1981